# Droogmolen

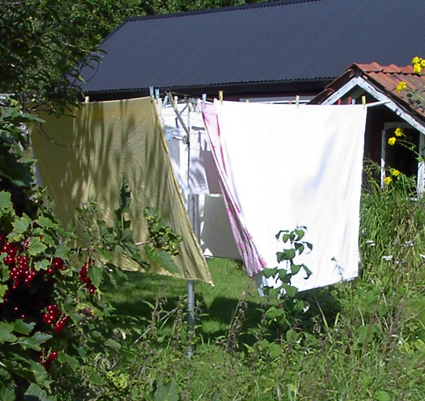
Droogmolen met was

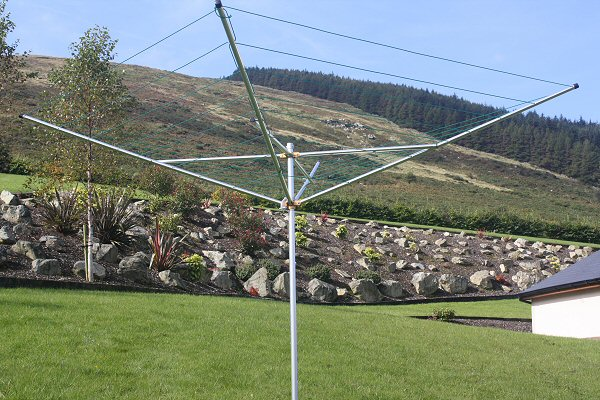
Droogmolen, uitgeklapt

Een droogmolen is een speciaal soort wasrek dat in een gat in de grond, bijvoorbeeld in de tuin, wordt neergezet. Het heeft meestal drie of vier uitklapbare armen, waartussen een waslijn gespannen is.
De droogmolen is een Australische uitvinding en een bekend verschijnsel aldaar.
Een droogmolen heeft een paar grote voordelen ten opzichte van een waslijn:
- Een droogmolen kan ronddraaien, vandaar ook de naam molen. Op die manier kan men op één plaats blijven staan tijdens het ophangen van de was.
- Hij kan ook opgeklapt worden en zelfs uit de grond gehaald, zodat hij niet zoveel plaats inneemt als er geen was aan hangt.

Vroeger werden droogmolens meestal van staal gemaakt, maar omdat dat gemakkelijk roest en zwaar is worden droogmolens uitgevoerd in aluminium.